# الحسينية (جسر الشغور)
الحسينية قرية سورية تتبع ناحية مركز جسر الشغور في منطقة جسر الشغور في محافظة إدلب. بلغ عدد سكانها 450 نسمة في عام 2004 حسب إحصاء المكتب المركزي للإحصاء.